# Депутати ВР УРСР 1-го скликання
Нижче наведено список депутатів Верховної Ради Української РСР 1-го скликання, обраних 26 червня 1938 року (304 депутати), а також дообраних 24 березня 1940 року (80 депутатів) та 12 січня 1941 року (16 депутатів). Довибори відбувалися в областях, які увійшли до складу УРСР у 1939–1940 роках. Перевибори на місця вибулих депутатів не проводилися.
Серед депутатів було 15 чинних народних комісарів, 17 військовослужбовців Київського особливого військового округу, 2 військовослужбовця Харківського військового округу, 1 військовослужбовець Білоруського особливого військового округу, 26 секретарів обкомів КП(б)У, генеральний секретар ЦК ВКП(б) Сталін.
За місцем народження: понад 82 депутати мали місце народження поза межами кордонів Української РСР (станом на 1991 рік).
|     | Прізвище, ім'я, по-батькові             | Де обрано                    | Виборча округа (виборчий округ) | Номер округи (округу) | Посада на час обрання | Дата обрання    | Місце народження                             | Примітка |
| --- | --------------------------------------- | ---------------------------- | ------------------------------- | --------------------- | --- | --------------- | -------------------------------------------- | --- |
| 1   | Агеєнко Петро Михайлович                | Харківська область           | Богодухівська                   | 234                   | головний лікар-хірург Вільшанської лікарні Дергачівського району                                                                                     | 26 червня 1938  | Харківська губернія                          | |
| 2   | Адамчук Агафія Яківна                   | Вінницька область            | Липовецька                      | 49                    | студентка Іллінецької середньої сільськогосподарської школи, трактористка Старокостянтинівської МТС                                                  | 26 червня 1938  | Волинська губернія                           | |
| 3   | Астахов Федір Олексійович               | Миколаївська область         | Кіровська друга                 | 124                   | командувач Військово-повітряних сил Київського особливого військового округу                                                                         | 26 червня 1938  | Тульска губернія                             | |
| 4   | Атамась Григорій Борисович              | Київська область             | Чигиринська                     | 103                   | бригадир польової бригади колгоспу імені Леніна Черкаського району                                                                                   | 26 червня 1938  | Київська губернія                            | |
| 5   | Афоніна Марія Єгорівна                  | Сталінська область           | Орджонікідзевська сільська      | 283                   | змінний майстер Дебальцевської вагонної дільниці | 26 червня 1938  | Катиринославська губернія                    | |
| 6   | Бабенко Антон Олександрович             | Харківська область           | Краснопільська                  | 230                   | 3-й секретар Харківського обласного комітету КП(б)У                                                                                                  | 26 червня 1938  | Херсонська губернія                          | |
| 7   | Бабченко Микола Федотович               | Харківська область           | Ульяновська                     | 226                   | народний комісар юстиції УРСР | 26 червня 1938  | Область Війська Донського                    | |
| 8   | Балика Степан Максимович                | Київська область             | Обухівська                      | 88                    | народний комісар харчової промисловості УРСР | 26 червня 1938  | Чернігівська губернія                        | |
| 9   | Барановська Олена Олександрівна         | Житомирська область          | Емільчинська                    | 24                    | ланкова колгоспу імені Тельмана Ємільчинського району                                                                                                | 26 червня 1938  | Волинська губернія                           | |
| 10  | Барбулат Марія Федорівна                | Молдавська АРСР              | Кодимська                       | 60                    | ланкова колгоспу «1-ше Травня» Кодимського району | 26 червня 1938  | Подільська губернія                          | 2 серпня 1940 повноваження депутата припинено у зв'язку з утворенням Молдавської РСР |
| 11  | Бевський Іван Панькович                 | Тарнопільська область        | Копичинський                    | 381                   | голова Городницької сільської ради Гусятинського району                                                                                              | 24 березня 1940 | Королівство Галичини та Володимирії          | |
| 12  | Безсонов Михайло Матвійович             | Одеська область              | Кагановичська                   | 115                   | машиніст-інструктор паровозного депо Одеса-товарна                                                                                                   | 26 червня 1938  | Одеське градоначальництво                    | |
| 13  | Бешта Зінаїда Василівна                 | Волинська область            | Турійський                      | 307                   | голова Гарушівської сільської ради Турійського району                                                                                                | 24 березня 1940 | Волинська губернія                           | |
| 14  | Бєліч Андрій Микитович                  | Сталінська область           | Макіївсько-Кіровська            | 284                   | прокатник штрипсового стану Макіївського металургійного заводу імені Кірова                                                                          | 26 червня 1938  | Область Війська Донського                    | |
| 15  | Бєлохвост Кузьма Павлович               | Миколаївська область         | Каховська                       | 137                   | голова Князь-Григор'ївської сільської ради | 26 червня 1938  | Таврійська губернія                          | 1942 зник безвісти на фронті |
| 16  | Бідненко Ганна Федотівна                | Київська область             | Бориспільська                   | 92                    | ланкова колгоспу імені Леніна Бориспільського району                                                                                                 | 26 червня 1938  | Полтавська губернія                          | |
| 17  | Білецький Іван Вікторович               | Ровенська область            | Ровенський міський              | 350                   | голова Ровенської міської ради | 24 березня 1940 | Херсонська губернія                          | |
| 18  | Бірюкова Єлизавета Михайлівна           | Ворошиловградська область    | Ровеньківська                   | 304                   | директор Ровеньківської середньої школи № 2 | 26 червня 1938  | Область Війська Донського                    | |
| 19  | Бобир Василь Тимофійович                | Чернігівська область         | Прилуцька                       | 153                   | 1-й секретар Прилуцького районного комітету КП(б)У                                                                                                   | 26 червня 1938  | Катеринославська губернія                    | |
| 20  | Бобров Іван Іванович                    | Харківська область           | Жовтнева                        | 241                   | в.о. голови Харківської міської ради | 26 червня 1938  | Катеринославська губернія                    | |
| 21  | Богданов Микола Васильович              | Дніпропетровська область     | Верхнє-Дніпровська              | 193                   | командир артилерійського полку, капітан РСЧА | 26 червня 1938  | Псковська губернія                           | 4 жовтня 1943 загинув на фронті |
| 22  | Богиня Петро Іванович                   | Ворошиловградська область    | Ворошиловградсько-Артемівська   | 299                   | голова Організаційного комітету Президії ВР УРСР по Ворошиловградській області                                                                       | 26 червня 1938  | Катеринославська губернія                    | 17 жовтня 1944 помер |
| 23  | Богомолець Олександр Олександрович      | Київська область             | Київська сільська               | 81                    | президент Академії наук УРСР | 26 червня 1938  | Київська губернія                            | 19 липня 1946 помер |
| 24  | Борисов Володимир Миколайович           | Молдавська АРСР              | Рибницька                       | 61                    | 1-й секретар Молдавського обкому КП(б)У | 26 червня 1938  | Самарська губернія                           | 2 серпня 1940 повноваження депутата припинено у зв'язку з утворенням Молдавської РСР, 12 липня 1941 заарештований органами НКВС, засуджений до 5 років ув'язнення                                                                             |
| 25  | Борисов Іван Олексійович                | Чернігівська область         | Борзенська                      | 149                   | завідувач Чернігівського обласного земельного відділу                                                                                                | 26 червня 1938  | Область Війська Донського                    | |
| 26  | Борисов Родіон Володимирович            | Ізмаїльська область          | Ізмаільський                    | 386                   | начальник рибокоптильного цеху Ізмаїльського рибного заводу                                                                                          | 12 січня 1941   | Ізмаїл, Бессарабська губернія                | |
| 27  | Борисюк Мирослав Дмитрович              | Станіславська область        | Станіславський                  | 362                   | вчитель, старший інспектор Станіславського міськвно                                                                                                  | 24 березня 1940 | Королівство Галичини та Володимирії          | 1941, залишився на Галичині, у 1943 році вступив до дивізії СС «Галичина» |
| 28  | Борохович Михайло Андрійович            | Тарнопільська область        | Бережанський                    | 377                   | 1-й секретар Зборівського райкому КП(б)У | 24 березня 1940 | Полтавська губернія                          | |
| 29  | Бритько Іван Іванович                   | Сталінська область           | Красноармійська                 | 258                   | начальник дільниці шахти № 5-6 імені Димитрова комбінату «Красноармійськвугілля»                                                                     | 26 червня 1938  | Катеринославська губернія                    | |
| 30  | Букатчук Созонт Васильович              | Станіславська область        | Косовський                      | 369                   | голова колгоспу імені Марка Черемшини Косівського району                                                                                             | 24 березня 1940 | Королівство Галичини та Володимирії          | |
| 31  | Бурмистенко Михайло Олексійович         | Вінницька область            | Вінницька міська                | 46                    | в.о. 2-го секретаря ЦК КП(б)У | 26 червня 1938  | Саратовська губернія                         | 20 вересня 1941 загинув на фронті |
| 32  | Бухало Сергій Максимович                | Дніпропетровська область     | Жовтнева                        | 202                   | доцент Дніпропетровського гірничого інституту імені Артема                                                                                           | 26 червня 1938  | Катеринославська губернія                    | |
| 33  | Валуєв Володимир Миколайович            | Харківська область           | Білопольська                    | 225                   | голова Харківської обласної планової комісії, заступник голови Харківського облвиконкому                                                             | 26 червня 1938  | Харківська губернія                          | |
| 34  | Василенко Семен Євгенович               | Дніпропетровська область     | Червоногвардійська сільська     | 205                   | головний інженер, заступник директора Дніпропетровського трубопрокатного заводу імені Леніна                                                         | 26 червня 1938  |                                              | |
| 35  | Вдовенко (Герасименко) Клавдія Петрівна | Харківська область           | Сахновщанська                   | 237                   | агроном-насінняр Ліговської МТС Сахновщинського району                                                                                               | 26 червня 1938  |                                              | |
| 36  | Величко Іван Федорович                  | Дніпропетровська область     | Солонянська                     | 208                   | комбайнер Чумаківської МТС Томаківського району | 26 червня 1938  |                                              | |
| 37  | Вишниченко Олександра Григорівна        | Ворошиловградська область    | Сватівська                      | 275                   | 1-й секретар Покровського райкому КП(б)У | 26 червня 1938  |                                              | |
| 38  | Власов Олександр Йосипович              | Кам'янець-Подільська область | Шепетівська                     | 12                    | 1-й секретар Кам'янець-Подільського обкому КП(б)У | 26 червня 1938  | Курська губернія                             | 1942 зник безвісти (загинув) на фронті |
| 39  | Вовк Ганна Іванівна                     | Тарнопільська область        | Золожцівський                   | 373                   | вчителька Велико-Глубічицької сільської школи | 24 березня 1940 |                                              | |
| 40  | Возняк Михайло Степанович               | Львівська область            | Рава-Руський                    | 331                   | професор Львівського державного університету імені Івана Франка                                                                                      | 24 березня 1940 | Долитавщина                                  | |
| 41  | Волинцева Любов Петрівна                | Чернігівська область         | Путивльська                     | 161                   | народний суддя Путивльського району | 26 червня 1938  | Курська губернія                             | |
| 42  | Волков Олександр Матвійович             | Кам'янець-Подільська область | Чемеровецька                    | 5                     | начальник 23-го Червонопрапорного Кам'янець-Подільського прикордонного загону НКВС, майор                                                            | 26 червня 1938  | Туркестанське генерал-губернаторство         | |
| 43  | Волков Олександр Олександрович          | Полтавська область           | Миргородська                    | 179                   | начальник УНКВС Полтавської області | 26 червня 1938  | Московська губернія                          | 8 березня 1939 заарештований органами НКВС, 16 жовтня 1941 розстріляний |
| 44  | Волошина Євдокія Василівна              | Ізмаїльська область          | Саратський                      | 390                   | селянка-біднячка села Плахтіївки Саратського району                                                                                                  | 12 січня 1941   |                                              | |
| 45  | Воробйов Микола Іванович                | Одеська область              | Ленінська                       | 112                   | робітник-пресувальник ковальсько-пресувального цеху Одеського заводу імені Жовтневої революції                                                       | 26 червня 1938  | Тамбовська губернія                          | 1941 зник безвісти (загинув) на фронті |
| 46  | Воробйов Олексій Сисоєвич               | Ворошиловградська область    | Краснодонська                   | 301                   | майстер-ливарник Краснодонського електромеханічного цеху                                                                                             | 26 червня 1938  | Луганськ, Катеринославська губернія          | |
| 47  | Воронцов Василь Григорович              | Ізмаїльська область          | Болградський                    | 385                   | командувач 14-го стрілецького корпусу Київського особливого військового округу, генерал-майор РСЧА                                                   | 12 січня 1941   | Тверська губернія                            | |
| 48  | Ворошилов Климент Єфремович             | Кам'янець-Подільська область | Ново-Ушицька                    | 16                    | народний комісар оборони СРСР, маршал СРСР | 26 червня 1938  | Катеринославська губернія                    | |
| 49  | Восков Іван Микитович                   | Харківська область           | Сталінська                      | 242                   | секретар Харківського міськкому КП(б)У | 26 червня 1938  | Рильський повіт, Курська губернія            | |
| 50  | Вяткін Григорій Матвійович              | Житомирська область          | Радомишльська                   | 36                    | начальник УНКВС Житомирської області | 26 червня 1938  | Тобольська губернія                          | 16 листопада 1938 заарештований органами НКВС, 23 лютого 1939 розстріляний |
| 51  | Гайдамака Ксенія Федорівна              | Чернігівська область         | Дмитрівська                     | 157                   | голова Мало-Бубнівської сільради Роменського району                                                                                                  | 26 червня 1938  |                                              | |
| 52  | Галанін Іван Васильович                 | Чернівецька область          | Новоселицький                   | 397                   | командувач 17-го стрілецького корпусу Київського особливого військового округу, генерал-майор РСЧА                                                   | 12 січня 1941   |                                              | |
| 53  | Галенков Іван Спиридонович              | Одеська область              | Роздільнянська                  | 108                   | заступник голови Військового Трибуналу Київського особливого військового округу, бригвоєнюрист                                                       | 26 червня 1938  |                                              | |
| 54  | Гарбузов Василь Григорович              | Полтавська область           | Ново-Георгіївська               | 176                   | начальник школи молодших командирів у місті Полтаві, полковник РСЧА                                                                                  | 26 червня 1938  |                                              | |
| 55  | Гвоздирков Микола Георгійович           | Ворошиловградська область    | Серговська                      | 291                   | завідувач шахти імені Кірова тресту «Кіроввугілля» міста Голубівки                                                                                   | 26 червня 1938  |                                              | 23 січня 1943 розстріляний нацистами під час окупації |
| 56  | Гешко Домна Миколаївна                  | Чернівецька область          | Кіцманський                     | 394                   | заступник голови Кіцманської міської ради | 12 січня 1941   |                                              | |
| 57  | Гісяк Марія Йосипівна                   | Дрогобичська область         | Сколевський                     | 319                   | вчителька, директор Стрийської школи № 10 | 24 березня 1940 |                                              | |
| 58  | Гнатенко Марина Василівна               | Київська область             | Корсунська                      | 95                    | студентка Київського інституту харчової промисловості імені Мікояна                                                                                  | 26 червня 1938  |                                              | |
| 59  | Гнатів Катерина Григорівна              | Тарнопільська область        | Подгаєцький                     | 378                   | робітниця Монастириської тютюнової фабрики | 24 березня 1940 |                                              | |
| 60  | Гоголь Ганна Григорівна                 | Станіславська область        | Рогатинський                    | 357                   | селянка села Черче Рогатинського району, заступник голови Рогатинського райвиконкому                                                                 | 24 березня 1940 |                                              | |
| 61  | Гончаров Григорій Іванович              | Волинська область            | Торчинський                     | 309                   | голова Білостокської сільської ради Торчинського району                                                                                              | 24 березня 1940 |                                              | |
| 62  | Горба Василь Дементійович               | Ізмаїльська область          | Арцизський                      | 388                   | 2-й секретар Ізмаїльського обкому КП(б)У | 12 січня 1941   |                                              | |
| 63  | Горбатюк Євдокія Василівна              | Кам'янець-Подільська область | Летичівська                     | 18                    | голова сільської ради села Копитинці Летичівського району                                                                                            | 26 червня 1938  |                                              | |
| 64  | Горенков Федір Степанович               | Вінницька область            | Брацлавська                     | 51                    | 2-й секретар Вінницького обкому КП(б)У | 26 червня 1938  | Полтавська область                           | |
| 65  | Горільченко Ганна Іванівна              | Кам'янець-Подільська область | Деражнянська                    | 15                    | вчителька Деражнянської середньої школи | 26 червня 1938  |                                              | |
| 66  | Горлаченко Михайло Йосипович            | Харківська область           | Чугуївська                      | 251                   | командир 4-го легкого бомбардувального авіаційного полку Харківського військового округу, майор РСЧА                                                 | 26 червня 1938  |                                              | |
| 67  | Грабовська Серафима Корніївна           | Київська область             | Златопільська                   | 98                    | голова Маслівської сільради Златопільського району                                                                                                   | 26 червня 1938  |                                              | |
| 68  | Гребенюк Надія Миколаївна               | Вінницька область            | Копайгородська                  | 38                    | дільничний зоотехнік Копайгородського районного земельного відділу                                                                                   | 26 червня 1938  |                                              | |
| 69  | Гречуха Михайло Сергійович              | Харківська область           | Харківська сільська друга       | 247                   | в.о. секретаря Харківського облвиконкому | 26 червня 1938  |                                              | |
| 70  | Гречухін Дмитро Дмитрович               | Одеська область              | Одеська сільська                | 117                   | начальник Особливого відділу НКВС Київського особливого військового округу, виконувач обов'язків заступника народного комісара внутрішніх справ УРСР | 26 червня 1938  |                                              | 3 грудня 1938 заарештований органами НКВС, 29 лютого 1939 розстріляний |
| 71  | Грищенко Віра Семенівна                 | Миколаївська область         | Кіровська перша                 | 123                   | технік-інструментальник Кіровоградського заводу «Червона Зірка»                                                                                      | 26 червня 1938  |                                              | |
| 72  | Громов Юхим Йосипович                   | Полтавська область           | Кременчуцька перша              | 174                   | в.о. голови Кременчуцької міської ради | 26 червня 1938  | Харківська губернія                          | |
| 73  | Груленко Михайло Васильович             | Кам'янець-Подільська область | Красилівська                    | 3                     | 2-й секретар Кам'янець-Подільського обкому КП(б)У | 26 червня 1938  |                                              | 4 серпня 1941 загинув на фронті |
| 74  | Грушецький Іван Самійлович              | Станіславська область        | Тлумачський                     | 364                   | 2-й секретар Станіславського обкому КП(б)У | 24 березня 1940 |                                              | |
| 75  | Губенко Григорій Федорович              | Чернігівська область         | Семенівська                     | 148                   | заступник директора, директор Корюківської МТС | 26 червня 1938  |                                              | |
| 76  | Давиденко Петро Панасович               | Київська область             | Тетіївська                      | 71                    | голова колгоспу імені Сталіна Жашківського району | 26 червня 1938  |                                              | 1942 страчений нацистами під час окупації |
| 77  | Давидов Павло Іванович                  | Дніпропетровська область     | Чубарівська                     | 222                   | начальник Сталінської залізниці | 26 червня 1938  |                                              | 25 вересня 1939 заарештований органами НКВС, 27 липня 1941 розстріляний |
| 78  | Дворник Катерина Гнатівна               | Харківська область           | Краснокутська                   | 232                   | завідувач Коломацького районного відділу народної освіти                                                                                             | 26 червня 1938  | Полтавська губернія                          | |
| 79  | Дементьєв Георгій Гаврилович            | Дніпропетровська область     | Веселівська                     | 197                   | начальник земельного управління Дніпропетровського облвиконкому                                                                                      | 26 червня 1938  | Смоленська губернія                          | |
| 80  | Демчан Степан Захарович                 | Тарнопільська область        | Збаражський                     | 372                   | слюсар Збаразької механічно-ремонтної майстерні | 24 березня 1940 | Волинська губернія                           | |
| 81  | Дем'янчук Михайло Васильович            | Тарнопільська область        | Скалатський                     | 376                   | голова Скалатської селищної ради Скалатського району                                                                                                 | 24 березня 1940 |                                              | |
| 82  | Дем'янчук Юрій Іванович                 | Станіславська область        | Надворнянський                  | 368                   | робітник Надвірнянського лісокомбінату | 24 березня 1940 |                                              | 1945 «вибув з різних підстав» |
| 83  | Денисюк Семен Авксентійович             | Волинська область            | Любомльський                    | 305                   | член Любомльського райвиконкому, голова Бережнецького волосного виконкому Любомльського району                                                       | 24 березня 1940 |                                              | |
| 84  | Дерикоз Марія Степанівна                | Кам'янець-Подільська область | Дунаєвецька                     | 17                    | ткаля Дунаєвецької суконної фабрики імені Леніна | 26 червня 1938  |                                              | |
| 85  | Дичко Лаврентій Васильович              | Дрогобичська область         | Стрийський                      | 321                   | бригадир столярного цеху Стрийського паровозоремонтного заводу                                                                                       | 24 березня 1940 |                                              | |
| 86  | Діброва Петро Якимович                  | Вінницька область            | Жмеринська                      | 42                    | військовий комісар 1-го Київського артилерійського училища; член Військової Ради Житомирської групи військ, полковий комісар                         | 26 червня 1938  |                                              | |
| 87  | Діденко Максим Авксентійович            | Житомирська область          | Житомирська перша               | 27                    | 1-й секретар Організаційного бюро ЦК КП(б)У по Житомирській області                                                                                  | 26 червня 1938  |                                              | 30 грудня 1938 заарештований органами НКВС, засуджений до 3 років ув'язнення, розстріляний під час війни |
| 88  | Діденко Петро Устимович                 | Вінницька область            | Хмельницька                     | 40                    | військовий комісар 14-го стрілецького полку 72-ї стрілецької дивізії КОВО, батальйонний комісар РСЧА                                                 | 26 червня 1938  |                                              | |
| 89  | Дідик Марія Олексіївна                  | Станіславська область        | Городенківський                 | 360                   | селянка села Тишківці Городенківського району, член Тишківської сільської ради                                                                       | 24 березня 1940 |                                              | |
| 90  | Дідур Володимир Григорович              | Житомирська область          | Бердичівська                    | 30                    | 1-й секретар Бердичівського міськкому КП(б)У | 26 червня 1938  |                                              | |
| 91  | Добросердов Костянтин Леонідович        | Дніпропетровська область     | Амур-Нижнє-Дніпровська          | 201                   | командир 7-го стрілецького корпусу, комбриг РСЧА | 26 червня 1938  | Москва                                       | 14 жовтня 1941 потрапив у полон до німців |
| 92  | Долгушев Олексій Романович              | Київська область             | Кам'янська                      | 102                   | начальник УНКВС Київської області | 26 червня 1938  | Пензенська губернія                          | 13 січня 1939 заарештований, 1945 «вибув з різних підстав» |
| 93  | Дорофеєв Захар Миколайович              | Дніпропетровська область     | Тарасо-Шевченківська            | 213                   | голова Запорізької міської ради | 26 червня 1938  | Олександрівськ, Катеринославська губернія    | |
| 94  | Драган Ананій Демидович                 | Житомирська область          | Барановська                     | 20                    | вівчар, завідувач ферми колгоспу імені Ворошилова Баранівського району                                                                               | 26 червня 1938  | Волинська губернія                           | |
| 95  | Дрожжин Михайло Іванович                | Сталінська область           | Краматорська                    | 262                   | 1-й секретар Краматорського міськкому КП(б)У | 26 червня 1938  | Московська губернія                          | |
| 96  | Дрофа Ілля Трохимович                   | Чернігівська область         | Смілівська                      | 163                   | голова Укоопспілки | 26 червня 1938  | Полтавська губернія                          | |
| 97  | Друзь Демид Давидович                   | Чернігівська область         | Ічнянська                       | 151                   | голова колгоспу імені Кірова Комарівського району | 26 червня 1938  | Чернігівська губернія                        | 1941 (листопад), розстріляний нацистами під час окупації |
| 98  | Душко Андрій Васильович                 | Київ                         | Кіровська                       | 73                    | робітник-слюсар Київського Червонопрапорного заводу                                                                                                  | 26 червня 1938  |                                              | |
| 99  | Дьомка Микола Герасимович               | Дніпропетровська область     | П'ятихатська                    | 189                   | машиніст-інструктор паровозного депо станції П'ятихатки                                                                                              | 26 червня 1938  | Віленська губернія                           | 1944 (лютий, не пізніше) помер |
| 100 | Дятлов Микола Олексійович               | Дніпропетровська область     | Куйбишевська                    | 223                   | начальник Управління міліції і заступник начальника Управління НКВС Дніпропетровської області                                                        | 26 червня 1938  | Московська губернія                          | |
| 101 | Євсев'єв Іван Іванович                  | Київська область             | Васильківська                   | 82                    | командир авіаційного загону, комбриг РСЧА | 26 червня 1938  | Іркутська губернія                           | |
| 102 | Євтухов Федір Леонтійович               | Вінницька область            | Гайсинська                      | 55                    | командир автотранспортного батальйону, старший лейтенант РСЧА                                                                                        | 26 червня 1938  | Область Війська Донського                    | 1941 (вересень) потрапив у полон, звільнений 1945 |
| 103 | Євченко Федора Іванівна                 | Полтавська область           | Пирятинська                     | 167                   | ланкова колгоспу «Прапор комунізму» Пирятинського району                                                                                             | 26 червня 1938  | Полтавська губернія                          | |
| 104 | Єгоров Андрій Іванович                  | Чернігівська область         | Конотопська                     | 156                   | начальник УНКВС Чернігівської області | 26 червня 1938  | Самарська губернія                           | 2 грудня 1938 заарештований органами НКВС, 27 липня 1941 розстріляний |
| 105 | Єжов Микола Іванович                    | Київ                         | Молотовська                     | 76                    | народний комісар внутрішніх справ СРСР | 26 червня 1938  | Санкт-Петербург                              | 10 квітня 1939 заарештований органами НКВС, 4 лютого 1940 розстріляний |
| 106 | Єременко Андрій Іванович                | Житомирська область          | Новоград-Волинська              | 19                    | командувач 6-го кавалерійського корпусу, комбриг РСЧА                                                                                                | 26 червня 1938  |                                              | |
| 107 | Єременко Федір Ісакович                 | Львів                        | Сталінський                     | 341                   | голова Львівської міської ради | 24 березня 1940 |                                              | |
| 108 | Єрмилов Іван Іванович                   | Чернігівська область         | Черніговська міська             | 140                   | інженер, начальник картонажного цеху Чернігівської котонінової фабрики                                                                               | 26 червня 1938  | Владимирська губернія                        | |
| 109 | Єршаков Пилип Панасович                 | Харківська область           | Балакліївська                   | 252                   | заступник командувача військ Харківського військового округа, комбриг РСЧА                                                                           | 26 червня 1938  | Смоленська губернія                          | 2 листопада 1941 потрапив у полон, 9 червня 1942 загинув у концтаборі |
| 110 | Жабрєв Іван Андрійович                  | Кам'янець-Подільська область | Антонинська                     | 2                     | начальник УНКВС Кам'янець-Подільської області | 26 червня 1938  | Вологодська губернія                         | 17 листопада 1938 заарештований органами НКВС, 22 лютого 1939 розстріляний |
| 111 | Жадан Іван Пилипович                    | Вінницька область            | Барська                         | 37                    | директор Ялтушківського цукрового комбінату Барського району                                                                                         | 26 червня 1938  | Харківська губернія                          | 1 лютого 1939 помер |
| 112 | Жила Дмитро Микитович                   | Миколаївська область         | Бобринецька                     | 125                   | народний комісар харчової промисловості УРСР | 26 червня 1938  |                                              | |
| 113 | Жихарєв Віктор Михайлович               | Київська область             | Богуславська                    | 89                    | головний диспетчер, заступник головного інженера Київського заводу № 43                                                                              | 26 червня 1938  | Київ                                         | |
| 114 | Жук Макар Тимофійович                   | Житомирська область          | Янушпольська                    | 22                    | бригадир тракторної бригади Привітівської МТС Любарського району                                                                                     | 26 червня 1938  | Волинська губернія                           | |
| 115 | Жуков Георгій Костянтинович             | Чернівецька область          | Чернівецький сільський          | 396                   | командувач військ Київського особливого військового округу                                                                                           | 12 січня 1941   | Калузька губернія                            | |
| 116 | Жуковець Ганна Харитонівна              | Житомирська область          | Володарсько-Волинська           | 25                    | голова Небіжської сільради Володарськ-Волинського району                                                                                             | 26 червня 1938  | Волинська губернія                           | |
| 117 | Заведій Павло Харитонович               | Полтавська область           | Кременчуцька друга              | 175                   | машиніст депо станції Кременчук | 26 червня 1938  |                                              | |
| 118 | Загородний Олексій Григорович           | Дрогобичська область         | Самборський                     | 325                   | 2-й секретар Дрогобицького обкому КП(б)У | 24 березня 1940 |                                              | 9 вересня 1941 загинув на фронті |
| 119 | Задіонченко Семен Борисович             | Дніпропетровська область     | Червоногвардійська міська       | 204                   | 1-й секретар Дніпропетровського обкому КП(б)У | 26 червня 1938  |                                              | |
| 120 | Задорожний Олександр Михайлович         | Полтавська область           | Чорнобаївська                   | 169                   | заступник народного комісара комунального господарства УРСР                                                                                          | 26 червня 1938  | Катеринославська губернія                    | |
| 121 | Захаричев Григорій Микитович            | Львівська область            | Яворовський                     | 330                   | член Військової ради 6-ї армії, бригадний комісар РСЧА                                                                                               | 24 березня 1940 | Пензенська губернія                          | |
| 122 | Захаркін Іван Григорович                | Дніпропетровська область     | Петропавлівська                 | 217                   | начальник штабу Київського особливого військового округу, комдив РСЧА                                                                                | 26 червня 1938  | Рязанська губернія                           | 23 березня 1944 загинув у автокатастрофі |
| 123 | Заїка Павло Вікторович                  | Дрогобичська область         | Миколаївський                   | 323                   | 3-й секретар Дрогобицького обкому КП(б)У | 24 березня 1940 | Старий Оскол, Курська область                | 5 липня 1942 загинув на фронті |
| 124 | Зеленюк Іван Степанович                 | Чернівецька область          | Кельменецький                   | 400                   | 2-й секретар Чернівецького обкому КП(б)У | 12 січня 1941   | Подільська губернія                          | |
| 125 | Земляний Петро Авксентійович            | Ровенська область            | Червоноармійський               | 356                   | начальник політичного відділу 3-ї легкотанкової бригади Білоруського особливого військового округу, полковий комісар                                 | 24 березня 1940 | Катеринославська губернія                    | |
| 126 | Зіменко Меланія Іванівна                | Сталінська область           | Маріупольська сільська          | 274                   | ланкова колгоспу імені Чубаря Будьоннівського району                                                                                                 | 26 червня 1938  |                                              | |
| 127 | Зуєв Іван Васильович                    | Кам'янець-Подільська область | Старокостянтинівська            | 14                    | військовий комісар 25-го танкового корпусу, бригадний комісар                                                                                        | 26 червня 1938  | Нижньогородська губернія                     | 1942 (липень) загинув на фронті |
| 128 | Ігнатов Михайло Єгорович                | Ворошиловградська область    | Серговсько-Брянська             | 292                   | голова Серговської міської ради | 26 червня 1938  | Орловська губернія                           | |
| 129 | Ізотов Максим Никифорович               | Дніпропетровська область     | Бердянська                      | 224                   | ливарник Бердянського заводу імені 1-го Травня | 26 червня 1938  | Таврійська губернія                          | |
| 130 | Ільницький Микола Іванович              | Дрогобичська область         | Бориславський                   | 320                   | начальник дільниці 5-го нафтопромислу «Укрнафтовидобутку» у селі Східниця                                                                            | 24 березня 1940 | Королівство Галичини та Володимирії          | 1945 «вибув з різних підстав» (заарештований органами НКВС, висланий у Сибір) |
| 131 | Іонін Іван Дмитрович                    | Сталінська область           | Горлівська сільська             | 281                   | завідувач навчальної частини Сталінського медичного інституту, професор, доктор медичних наук                                                        | 26 червня 1938  | Калузька губернія                            | 21 лютого 1945 помер |
| 132 | Каганович Лазар Мойсейович              | Київ                         | Кагановичська                   | 78                    | народний комісар шляхів СРСР, заступник Голови РНК СРСР                                                                                              | 26 червня 1938  | Київська губернія                            | |
| 133 | Калінін Степан Андріанович              | Київська область             | Черкаська                       | 100                   | заступник командувача військ Київського особливого військового округу, комкор РСЧА                                                                   | 26 червня 1938  | Московська губернія                          | 24 червня 1944 заарештований органами НКВС за антирадянську пропаганду, засуджений до 25 років ув'язнення |
| 134 | Калюжний Андрій Іванович                | Харківська область           | Красноградська                  | 236                   | голова колгоспу «Нове життя» Красноградського району                                                                                                 | 26 червня 1938  |                                              | |
| 135 | Кальченко Никифор Тимофійович           | Одеська область              | Арбузинська                     | 119                   | в.о. голови Одеського облвиконкому | 26 червня 1938  |                                              | |
| 136 | Камінська Степанида Андріївна           | Кам'янець-Подільська область | Волочиська                      | 4                     | ланкова по буряку колгоспу «Комунар» села Писарівки Волочиського району                                                                              | 26 червня 1938  |                                              | |
| 137 | Капець Микола Іванович                  | Станіславська область        | Долинський                      | 359                   | селянин села Чолхани Болехівського району | 24 березня 1940 |                                              | |
| 138 | Караваєв Костянтин Семенович            | Дніпропетровська область     | Павлоградська                   | 216                   | в.о. голови Дніпропетровського облвиконкому | 26 червня 1938  | Московська губернія                          | |
| 139 | Карамишев Петро Васильович              | Миколаївська область         | Олександрійська                 | 131                   | начальник УНКВС Миколаївської області | 26 червня 1938  | Пензенська губернія                          | 4 серпня 1939 заарештований органами НКВС, 24 березня 1941 розстріляний |
| 140 | Кармазін Олександр Іванович             | Львів                        | Шевченківський                  | 343                   | заступник голови Львівської міської ради | 24 березня 1940 | Королівство Галичини та Володимирії          | 1945 «вибув з різних підстав» |
| 141 | Карпухін Петро Прохорович               | Харківська область           | Охтирська                       | 228                   | професор Харківського хіміко-технологічного інституту                                                                                                | 26 червня 1938  | Макіївка, Область Війська Донського          | |
| 142 | Касауров Микола Данилович               | Сталінська область           | Сталінсько-Куйбишевська         | 267                   | керуючий тресту «Куйбишеввугілля» | 26 червня 1938  | Макіївка, Область Війська Донського          | |
| 143 | Кащеєв Георгій Юхимович                 | Молдавська АРСР              | Балтська                        | 64                    | уповноважений Наркомату заготівель СРСР по УРСР | 26 червня 1938  | Харківська губернія                          | 7 січня 1939 помер |
| 144 | Квасов Михайло Григорович               | Ворошиловградська область    | Білокуракинська                 | 289                   | завідувач відділу керівних партійних органів ЦК КП(б)У                                                                                               | 26 червня 1938  | Орловська губернія                           | |
| 145 | Кива Олена Іванівна                     | Полтавська область           | Липово-Долинська                | 177                   | голова колгоспу імені Луначарського Липоводолинського району                                                                                         | 26 червня 1938  | Полтавська губернія                          | |
| 146 | Кирилов Микола Кузьмич                  | Київська область             | Білоцерківська                  | 83                    | командир 13-го стрілецького корпусу Київського особливого військового округу, комбриг РСЧА                                                           | 26 червня 1938  | Саратов                                      | 10 серпня 1941 потрапив у полон до німців, 1945 звільнений американцями, заарештований органами НКВС та засуджений у СРСР, 25 серпня 1950 розстріляний                                                                                        |
| 147 | Кисельов Павло Петрович                 | Одеська область              | Голованівська                   | 109                   | начальник УНКВС Одеської області | 26 червня 1938  | Харків                                       | 15 листопада 1938 заарештований органами НКВС, 23 лютого 1939 розстріляний |
| 148 | Кичигін Петро Степанович                | Чернігівська область         | Роменська                       | 164                   | лейтенант РСЧА | 26 червня 1938  | Тобольська губернія                          | |
| 149 | Климук Леонід Йосипович                 | Волинська область            | Камень-Каширський               | 315                   | секретар Полицької сільської ради Камінь-Каширського району                                                                                          | 24 березня 1940 | Волинська губернія                           | |
| 150 | Клочков Андрій Ілліч                    | Дніпропетровська область     | Єжовська                        | 190                   | начальник Управління Робітничо-селянської міліції НКВС УРСР                                                                                          | 26 червня 1938  | Симбірська губернія                          | 1938 (серпень) заарештований органами НКВС, 1 вересня 1938 розстріляний |
| 151 | Кобизєв Григорій Михайлович             | Харківська область           | Сумська                         | 229                   | начальник Управління НКВС Харківської області | 26 червня 1938  | Саратовська губернія                         | 16 січня 1939 заарештований органами НКВС, засуджений до 15 років ув'язнення, 7 грудня 1941 помер у таборі |
| 152 | Ковальова Євдокія Юхимівна              | Сталінська область           | Добропільська                   | 257                   | ланкова колгоспу імені Леніна Красноармійського району                                                                                               | 26 червня 1938  |                                              | |
| 153 | Ковбич Марія Ульянівна                  | Чернігівська область         | Куликівська                     | 144                   | бригадир жіночої тракторної бригада Березнянської МТС                                                                                                | 26 червня 1938  |                                              | 12 березня 1943 розстріляна нацистами під час окупації |
| 154 | Коврига Віра Наумівна                   | Вінницька область            | Немирівська                     | 50                    | ланкова колгоспу імені Шевченка Вороновицького району                                                                                                | 26 червня 1938  |                                              | |
| 155 | Козачук Іван Федорович                  | Чернівецька область          | Чернівецький міський            | 395                   | заступник голови Ленінської районної ради міста Чернівців                                                                                            | 12 січня 1941   |                                              | |
| 156 | Козенко Максим Максимович               | Станіславська область        | Богородчанський                 | 363                   | голова Станіславського облвиконкому | 24 березня 1940 |                                              | |
| 157 | Козирєв Микола Володимирович            | Кам'янець-Подільська область | Полонська                       | 13                    | голова Кам'янець-Подільського облвиконкому | 26 червня 1938  | Харківська губернія                          | |
| 158 | Козійчук Сидір Онуфрійович              | Ровенська область            | Дубновський                     | 355                   | заступник голови Дубенського міськвиконкому | 24 березня 1940 |                                              | 30 червня 1941 розстріляний нацистами під час окупації |
| 159 | Козлов Андрій Іванович                  | Ворошиловградська область    | Лугансько-Станична              | 298                   | комісар авіаескадрильї 11-ї військової школи пілотів міста Ворошиловграда                                                                            | 26 червня 1938  |                                              | |
| 160 | Козюминський Володимир Трохимович       | Ворошиловградська область    | Біловодська                     | 297                   | голова колгоспу «Червоний партизан» Біловодського району                                                                                             | 26 червня 1938  |                                              | |
| 170 | Колесников Петро Васильович             | Харківська область           | Куп'янська                      | 255                   | 1-й секретар Куп'янського райкому КП(б)У | 26 червня 1938  |                                              | |
| 171 | Колесниченко Борис Семенович            | Львів                        | Червоноармійський               | 342                   | 2-й секретар Львівського міськкому КП(б)У | 24 березня 1940 |                                              | 15 січня 1941 помер |
| 172 | Коліков Олексій Леонтійович             | Чернівецька область          | Сторожинецький перший           | 392                   | голова Чернівецького облвиконкому | 12 січня 1941   | Катеринославська губернія                    | |
| 173 | Компанець Іван Данилович                | Чернігівська область         | Остерська                       | 142                   | 3-й секретар Чернігівського обкому КП(б)У | 26 червня 1938  |                                              | |
| 174 | Компанієць Микола Павлович              | Дніпропетровська область     | Ново-Запорізька                 | 212                   | голова Управління у справах мистецтв при РНК УРСР | 26 червня 1938  |                                              | |
| 175 | Константинов Тихон Антонович            | Молдавська АРСР              | Котовська                       | 65                    | в.о. голови ЦВК Молдавської АРСР | 26 червня 1938  | Катеринославська губернія                    | 2 серпня 1940 повноваження депутата припинено у зв'язку з утворенням Молдавської РСР |
| 176 | Корабльов Іван Михайлович               | Вінницька область            | Манастирищенська                | 57                    | начальник УНКВС Вінницької області | 26 червня 1938  | Псковська губернія                           | 14 січня 1939 знятий з посади, поранений внаслідок спроби самогубства, після видужання засуджений до 10 років ув'язнення |
| 177 | Корендій Михайло Васильович             | Станіславська область        | Галичський                      | 361                   | токар, начальник Станіславських залізничних майстерень сигналізації і зв'язку                                                                        | 24 березня 1940 | Станиславів, Долитавщина                     | |
| 178 | Коркін Петро Андрійович                 | Дніпропетровська область     | Нікопольська                    | 195                   | начальник УНКВС Дніпропетровської області | 26 червня 1938  | Тобольська губернія                          | 1939 (січень) заарештований органами НКВС, 29 січня 1940 розстріляний |
| 179 | Корнієць Леонід Романович               | Дніпропетровська область     | Мелітопольська                  | 215                   | 2-й секретар Дніпропетровського обкому КП(б)У | 26 червня 1938  | Херсонська губернія                          | |
| 180 | Корнійчук Олександр Євдокимович         | Вінницька область            | Тульчинська                     | 52                    | секретар Спілки письменників УРСР, драматург | 26 червня 1938  |                                              | |
| 181 | Коробов Іван Григорович                 | Сталінська область           | Макіївська-Південна             | 286                   | обер-майстер доменного цеху Макіївського металургійного заводу імені Кірова                                                                          | 26 червня 1938  | Орловська губернія                           | |
| 182 | Коротченко Дем'ян Сергійович            | Житомирська область          | Житомирська друга               | 28                    | голова Ради Народних Комісарів УРСР | 26 червня 1938  |                                              | |
| 183 | Корячко Марія Йосипівна                 | Полтавська область           | Решетилівська                   | 183                   | начальник ткацького цеху Решетилівської промартілі імені Клари Цеткін                                                                                | 26 червня 1938  |                                              | |
| 184 | Костюченко Сергій Пилипович             | Чернігівська область         | Щорська                         | 143                   | завідувач сільськогосподарського відділу Чернігівського обкому КП(б)У                                                                                | 26 червня 1938  |                                              | |
| 185 | Котов Павло Олександрович               | Житомирська область          | Олевська                        | 23                    | комбриг авіації РСЧА | 26 червня 1938  | Санкт-Петербург                              | |
| 186 | Кравець Іван Ілліч                      | Львівська область            | Городокський                    | 334                   | голова сільської ради села Завидовичі Городоцького району                                                                                            | 24 березня 1940 |                                              | |
| 187 | Кравченко Семен Григорович              | Вінницька область            | Крижопольська                   | 53                    | голова Партійної колегії при ЦК КП(б)У | 26 червня 1938  |                                              | |
| 188 | Крамов Олександр Григорович             | Харківська область           | Орджонікідзевська               | 245                   | художній керівник Харківського державного театру російської драми, заслужений артист УРСР                                                            | 26 червня 1938  | Київська губернія                            | |
| 189 | Кретов Микола Трохимович                | Сталінська область           | Сніжнянська                     | 303                   | машиніст врубової машини шахти імені Сталіна тресту «Сніжнянантрацит»                                                                                | 26 червня 1938  | Орловська губернія                           | |
| 190 | Крижня Лукерія Трохимівна               | Київська область             | Шполянська                      | 97                    | студентка робітфаку при Уманському сільськогосподарському інституті                                                                                  | 26 червня 1938  | Київська губернія                            | |
| 191 | Крикунова Катерина Андріївна            | Ворошиловградська область    | Краснолуцька                    | 296                   | машиніст електровоза шахти № 7-8 тресту «Донбасантрацит»                                                                                             | 26 червня 1938  | Київська губернія                            | |
| 192 | Кримський Володимир Якович              | Одеська область              | Гайворонська                    | 104                   | бригадир тракторної бригади Грушківської МТС імені Кагановича Грушківського району                                                                   | 26 червня 1938  | Подільська губернія                          | |
| 193 | Крисіна Агрипина Кіндратівна            | Миколаївська область         | Чаплинська                      | 138                   | голова Хорлівського райвиконкому | 26 червня 1938  | Полтавська губернія                          | 29 липня 1944 померла |
| 194 | Крючонкін Василь Дмитрович              | Ровенська область            | Корецький                       | 352                   | командир 14-ї кавалерійської дивізії Київського особливого військового округу, комбриг РСЧА                                                          | 24 березня 1940 | Самарська губернія                           | |
| 195 | Кудрявцев Михайло Дмитрович             | Ворошиловградська область    | Ворошиловська міська            | 293                   | майстер прокатного стану «500» цеху Ворошиловського металургійного заводу імені Ворошилова                                                           | 26 червня 1938  | Тульська губернія                            | |
| 196 | Кузьмінська Гелена Станіславівна        | Львів                        | Залізничний                     | 344                   | заступник директора Львівської кондитерської фабрики імені Кірова                                                                                    | 24 березня 1940 |                                              | |
| 197 | Кузьмін Федір Іванович                  | Полтавська область           | Полтавська міська               | 184                   | начальник Полтавського паровозоремонтного заводу | 26 червня 1938  | Тверська губернія                            | |
| 198 | Кузнєцов Михайло Георгійович            | Чернігівська область         | Чернігівська сільська           | 141                   | секретар Чернігівського міськкому КП(б)У | 26 червня 1938  | Київська губернія                            | |
| 199 | Куликов Григорій Іванович               | Ізмаїльська область          | Аккерманський                   | 391                   | голова Ізмаїльського облвиконкому | 12 січня 1941   | Смоленська губернія                          | |
| 200 | Курач Микола Андрійович                 | Київська область             | Таращанська                     | 84                    | народний комісар фінансів УРСР | 26 червня 1938  | Чернігівська губернія                        | |
| 201 | Кушнір Михайло Іванович                 | Львівська область            | Перемишлянський                 | 340                   | голова селянського комітету села Кореличі Перемишлянського району                                                                                    | 24 березня 1940 | Королівство Галичини та Володимирії          | |
| 202 | Лавруша Євдокія Іванівна                | Дніпропетровська область     | Широківська                     | 192                   | учителька, завідувачка Костромської початкової школи Апостолівського району                                                                          | 26 червня 1938  | Херсонська губернія                          | |
| 203 | Легур Євдокія Іванівна                  | Київ                         | Залізнична                      | 80                    | народний комісар соціального забезпечення УРСР | 26 червня 1938  | Херсонська губернія                          | |
| 204 | Леженко Андрій Іванович                 | Дніпропетровська область     | Сталінська                      | 214                   | секретар партійного комітету Запорізького заводу «Комунар»                                                                                           | 26 червня 1938  |                                              | |
| 205 | Лисанський Зіновій Павлович             | Полтавська область           | Карлівська                      | 188                   | інженер-механік Карлівського цукрового заводу | 26 червня 1938  |                                              | |
| 206 | Лінінська Ганна Тимофіївна              | Дрогобичська область         | Турковський                     | 318                   | заступник голови Стрілківського райвиконкому | 24 березня 1940 |                                              | |
| 207 | Лісін Дмитро Євлампійович               | Одеська область              | Воднотранспортна                | 116                   | старший механік теплоплава «Ворошилов» Чорноморського пароплавства                                                                                   | 26 червня 1938  | Нижньогородська губернія                     | |
| 208 | Лукашов Іван Олексійович                | Сталінська область           | Артемівська                     | 278                   | народний комісар торгівлі УРСР | 26 червня 1938  | Московська губернія                          | |
| 209 | Луценко Федір Григорович                | Харківська область           | Золочівська                     | 233                   | заступник народного комісара землеробства УРСР | 26 червня 1938  |                                              | |
| 210 | Любавін Петро Митрофанович              | Ворошиловградська область    | Рубіжанська                     | 276                   | 1-й секретар Ворошиловградського обкому КП(б)У | 26 червня 1938  | Воронеж, Воронезька губернія                 | 4 серпня 1941 загинув на фронті |
| 211 | Лящинська Текля Якимівна                | Тарнопільська область        | Тарнопольський                  | 375                   | селянка, член правління споживчого товариства села Великі Бірки                                                                                      | 24 березня 1940 |                                              | |
| 212 | Малецька Софія Борисівна                | Київська область             | Переяславська                   | 99                    | доярка радгоспу «Хмільовик» Березанського району | 26 червня 1938  | Чернігівська губернія                        | |
| 213 | Малютін Іван Митрофанович               | Вінницька область            | Томашпольська                   | 47                    | в.о. голови Вінницького облвиконкому | 26 червня 1938  | Катеринославська губернія                    | |
| 214 | Маляренко Марія Макарівна               | Дніпропетровська область     | Велико-Токмацька                | 220                   | робітниця Велико-Токмацького заводу імені Кірова | 26 червня 1938  |                                              | |
| 215 | Марков Василь Сергійович                | Полтавська область           | Семенівська                     | 172                   | 3-й секретар Полтавського обкому КП(б)У | 26 червня 1938  | Орловська губернія                           | |
| 216 | Мартиненко Іван Михайлович              | Полтавська область           | Кобеляцька                      | 186                   | голова Організаційного комітету Президії ВР УРСР по Полтавській області                                                                              | 26 червня 1938  |                                              | |
| 217 | Мартинов Олександр Миколайович          | Чернівецька область          | Сторожинецький другий           | 393                   | начальник УНКВС Чернівецької області | 12 січня 1941   | Юзівка, Катеринославська губернія            | |
| 218 | Матвеєва Олена Йосипівна                | Миколаївська область         | Голопристанська                 | 136                   | ланкова колгоспу імені Стаханова Голопристанського району                                                                                            | 26 червня 1938  | Таврійська губернія                          | |
| 219 | Матвієнко Павло Михайлович              | Ворошиловградська область    | Кагановичська                   | 279                   | диспетчер відділу експлуатації станції імені Кагановича (Попасна)                                                                                    | 26 червня 1938  |                                              | 1941 (серпень) зник безвісти (загинув) на фронті |
| 220 | Матикін Пилип Миколайович               | Житомирська область          | Овруцька                        | 31                    | командир 87-ї стрілецької дивізії, комбриг РСЧА | 26 червня 1938  | Воронезька губернія                          | 25 травня 1942 зник безвісти (загинув) на фронті |
| 221 | Мацько Микола Григорович                | Львівська область            | Бродовський                     | 337                   | 2-й секретар Львівського обкому КП(б)У | 24 березня 1940 |                                              | |
| 222 | Машко Іван Іванович                     | Дніпропетровська область     | Магдалинівська                  | 199                   | директор Дмухайлівської МТС Котовського району | 26 червня 1938  |                                              | |
| 223 | Межжерін Олексій Степанович             | Одеська область              | Первомайська                    | 110                   | в.о. 2-го секретаря Одеського обкому КП(б)У | 26 червня 1938  | Смоленська губернія                          | |
| 224 | Мельничук Олена Максимівна              | Житомирська область          | Базарська                       | 35                    | вчителька середньої школи № 2 міста Радомишля | 26 червня 1938  |                                              | |
| 225 | Метельков Сергій Олександрович          | Одеська область              | Ново-Українська                 | 122                   | лейтенант Чорноморського флоту | 26 червня 1938  | Ярославська губернія                         | 2 липня 1942 зник безвісти (загинув) на фронті |
| 226 | Мироненко Дарія Павлівна                | Полтавська область           | Лубенська                       | 171                   | бригадир польової бригади колгоспу імені Петровського                                                                                                | 26 червня 1938  |                                              | |
| 227 | Михайлов Георгій Антонович              | Миколаївська область         | Миколаївська перша              | 127                   | інженер-механік, начальник цеху Миколаївського суднобудівного заводу імені Марті                                                                     | 26 червня 1938  | Смоленська губернія                          | |
| 228 | Мізюк Андрій Іванович                   | Волинська область            | Маневичський                    | 311                   | заступник голови Колківського райвиконкому | 24 березня 1940 | Волинська губернія                           | |
| 229 | Міщенко Гаврило Корнійович              | Вінницька область            | Козятинська                     | 48                    | 1-й секретар Вінницького обкому КП(б)У | 26 червня 1938  | Київська губернія                            | |
| 230 | Молостов Іван Федорович                 | Ворошиловградська область    | Боково-Антрацитівська           | 302                   | начальник шахти № 22/53 тресту «Боковантрацит» | 26 червня 1938  | Тамбовська губернія                          | |
| 231 | Молотов В'ячеслав Михайлович            | Київ                         | Ленінська                       | 72                    | голова Ради Народних Комісарів СРСР | 26 червня 1938  | Вятська губернія                             | |
| 232 | Мороз Роман Гнатович                    | Тарнопільська область        | Трембовлянський                 | 380                   | завідувач Тарнопільського обласного відділу охорони здоров'я, лікар                                                                                  | 24 березня 1940 | Королівство Галичини та Володимирії          | 1945 «вибув з різних підстав» |
| 233 | Москвіна Єлизавета Петрівна             | Сталінська область           | Чистяківська                    | 295                   | завідувачка механічних майстерень тресту «Чистяковантрацит»                                                                                          | 26 червня 1938  | Бахмутський повіт, Катеринославська губернія | |
| 234 | Мосьпан Анастасія Іванівна              | Дніпропетровська область     | Новомосковська                  | 209                   | свинарка колгоспу «Оборона» Ново-Московського району                                                                                                 | 26 червня 1938  | Катеринославська губернія                    | |
| 235 | Мотрунич Петро Харитонович              | Ровенська область            | Березновський                   | 349                   | завідувач Березненської районної бази «Заготскот» | 24 березня 1940 |                                              | |
| 236 | Музика Василь Михайлович                | Дрогобичська область         | Рудковський                     | 326                   | голова сільської ради села Гошани Рудківського району, заступник голови Рудківського райвиконкому                                                    | 24 березня 1940 |                                              | 21 грудня 1945 загинув |
| 237 | Муратов Володимир Олексійович           | Полтавська область           | Козельщанська                   | 181                   | заступник голови Оргкомітету Президії Верховної Ради УРСР по Полтавській області                                                                     | 26 червня 1938  | Саратовська губернія                         | |
| 238 | Мурза Іван Пилипович                    | Чернігівська область         | Буринська                       | 162                   | народний комісар землеробства УРСР | 26 червня 1938  | Чернігівська губернія                        | |
| 239 | Муринець Раїса Парфентіївна             | Кам'янець-Подільська область | Кам'янець-Подільська            | 9                     | ланкова по буряку колгоспу імені Кірова села Руда Кам'янець-Подільського району                                                                      | 26 червня 1938  |                                              | 1944 (не пізніше) вивезена нацистами з окупованої території на примусові роботи в Німеччину |
| 240 | Неверивко Єфросинія Микитівна           | Полтавська область           | Гадяцька                        | 178                   | ланкова колгоспу «Радянське життя» села Красна Лука Гадяцького району                                                                                | 26 червня 1938  |                                              | 27 листопада 1943 померла |
| 241 | Нікольський Микола Петрович             | Одеська область              | Цебриківська                    | 107                   | полковник частини Військово-морського флоту у місті Одесі                                                                                            | 26 червня 1938  | Орловська губернія                           | |
| 242 | Обелець Іван Макарович                  | Київська область             | Буцька                          | 85                    | голова Лисянського райвиконкому | 26 червня 1938  | Лисянський район Черкаська область           | 21 січня 1943 зник безвісти (загинув) на фронті |
| 243 | Овсієнко Іван Іванович                  | Харківська область           | Зміївська                       | 248                   | народний комісар охорони здоров'я УРСР | 26 червня 1938  |                                              | |
| 244 | Огненний Василь Васильович              | Ворошиловградська область    | Лисичанська                     | 277                   | 2-й секретар ЦК ЛКСМУ | 26 червня 1938  | Макіївка, Область Війська Донського          | 1945 «вибув з різних підстав» |
| 245 | Олексишина Ганна Петрівна               | Вінницька область            | Калинівська                     | 45                    | бригадир тваринницького відділку «Веселе» радгоспу Корделівського цукрового заводу села Корделівки Калинівського району                              | 26 червня 1938  |                                              | |
| 246 | Олєйнікова Ганна Артемівна              | Сталінська область           | Лиманська                       | 260                   | голова колгоспу «12 років Жовтня» | 26 червня 1938  |                                              | |
| 247 | Олонов Михайло Іванович                 | Харківська область           | Тростянецька                    | 231                   | начальник політвідділу Південної залізниці | 26 червня 1938  | Перм, Пермська губернія                      | |
| 248 | Ольховський Федір Михайлович            | Станіславська область        | Калушський                      | 358                   | 1-й секретар Калуського райкому КП(б)У | 24 березня 1940 |                                              | |
| 249 | Орап Іван Григорович                    | Тарнопільська область        | Катербургський                  | 371                   | заступник голови Тарнопільського облвиконкому | 24 березня 1940 | Чернігівська губернія                        | |
| 250 | Осипов Олександр Васильович             | Харківська область           | Барвенківська                   | 253                   | 1-й секретар Харківського обкому КП(б)У | 26 червня 1938  | Саратовська губернія                         | 11 червня 1939 заарештований органами НКВС, засуджений до 5 років ув'язнення |
| 251 | Осичанська Катерина Кузьмівна           | Київська область             | Христинівська                   | 87                    | ланкова буряківничої бригади колгоспу імені Сталіна Христинівського району                                                                           | 26 червня 1938  |                                              | |
| 252 | Осокін Василь Васильович                | Житомирська область          | Коростишівська                  | 33                    | начальник Управління прикордонної та внутрішньої охорони НКВС УРСР                                                                                   | 26 червня 1938  | Рязанська губернія                           | |
| 253 | Остапенко Микита Іванович               | Одеська область              | Березівська                     | 121                   | комбайнер МТС імені Шевченка Березівського району | 26 червня 1938  |                                              | |
| 254 | Павлюк Ганна Герасимівна                | Ровенська область            | Мчиновський                     | 353                   | селянка, член жіночого комітету, член правління колгоспу села Смордва Млинівського району                                                            | 24 березня 1940 |                                              | |
| 255 | Павлюк Микола Васильович                | Чернівецька область          | Садагурський                    | 398                   | голова Задубрівської сільської ради Садагурського району                                                                                             | 12 січня 1941   |                                              | |
| 256 | Пантелюк Юрій Йосипович                 | Станіславська область        | Снятинський                     | 365                   | селянин села Джурів Снятинського району, заступник голови Снятинського райвиконкому                                                                  | 24 березня 1940 |                                              | |
| 257 | Панченко Софрон Юхимович                | Чернігівська область         | Новгород-Сіверська              | 154                   | заступник голови Чернігівського облвиконкому | 26 червня 1938  |                                              | |
| 258 | Панчук Тимофій Сидорович                | Чернівецька область          | Хотинський                      | 399                   | голова Михайлівської сільської ради Кельменецького району                                                                                            | 12 січня 1941   |                                              | |
| 259 | Пархоменко Марія Пилипівна              | Київська область             | Чорнобильська                   | 66                    | ланкова колгоспу імені Петровського Кагановичського району                                                                                           | 26 червня 1938  |                                              | |
| 260 | Пасічник Степан Прокопович              | Тарнопільська область        | Кременецький                    | 370                   | бригадир радгоспу імені Комінтерну Кременецького району                                                                                              | 24 березня 1940 | Волинська губернія                           | |
| 261 | Паторжинський Іван Сергійович           | Київська область             | Фастівська                      | 69                    | соліст Українського театру опери та балету в Києві, народний артист УРСР                                                                             | 26 червня 1938  | Катеринославська губернія                    | |
| 262 | Перов Володимир Михайлович              | Житомирська область          | Чуднівська                      | 21                    | голова Організаційного комітету Президії ВР УРСР по Житомирській області                                                                             | 26 червня 1938  | Вятська губернія                             | |
| 263 | Петренко Мефодій Самойлович             | Миколаївська область         | Миколаївська друга              | 128                   | начальник інспекції тилового забезпечення Київського особливого військового округу; бригадний комісар РСЧА                                           | 26 червня 1938  |                                              | |
| 264 | Петров Михайло Осипович                 | Вінницька область            | Шаргородська                    | 43                    | начальник артилерії Київського особливого військового округу, комбриг РСЧА                                                                           | 26 червня 1938  |                                              | 22 жовтня 1943 загинув на фронті |
| 265 | Піпа Марія Матвіївна                    | Дніпропетровська область     | Синельниківська                 | 210                   | голова Новопосільківської сільради Синельниківського району                                                                                          | 26 червня 1938  | Катеринославська губернія                    | |
| 266 | Плотникова Єлизавета Іванівна           | Дніпропетровська область     | Дніпродзержинська сільська      | 207                   | інженер-хімік, помічник начальника цеху Дніпродзержинського азотно-тукового заводу                                                                   | 26 червня 1938  | Пермська губернія                            | |
| 267 | Подушко Ганна Георгіївна                | Дніпропетровська область     | Кіровська                       | 203                   | 2-й секретар Красногвардійського райкому КП(б)У міста Дніпропетровська                                                                               | 26 червня 1938  |                                              | |
| 268 | Поліщук Антон Андрійович                | Тарнопільська область        | Козовський                      | 374                   | майстер паровозного депо станції Тарнопіль | 24 березня 1940 |                                              | |
| 269 | Поляков Михайло Миколайович             | Житомирська область          | Коростенська                    | 32                    | начальник Політуправління і член Військової Ради Київського особливого військового округу, дивізійний комісар РСЧА                                   | 26 червня 1938  |                                              | |
| 270 | Пономаренко Парасковія Василівна        | Ворошиловградська область    | Старобільська                   | 290                   | старший агроном Ново-Астраханського районного земельного відділу                                                                                     | 26 червня 1938  |                                              | |
| 271 | Попко Фадій Іванович                    | Ровенська область            | Владимирецький                  | 345                   | голова сільської ради села Нівецьк Домбровицького району                                                                                             | 24 березня 1940 |                                              | 1940 (кінець липня) помер |
| 272 | Проволоцька Софія Федотівна             | Одеська область              | Хмелівська                      | 118                   | ланкова радгоспу імені Мікояна | 26 червня 1938  |                                              | |
| 273 | Прокопенко Микола Миколайович           | Харківська область           | Велико-Бурлуцька                | 254                   | в.о. голови Харківського облвиконкому | 26 червня 1938  |                                              | 1945 (квітень, не пізніше) «потрапив у оточення, зник безвісти» |
| 274 | Прокопенко Омелян Григорович            | Полтавська область           | Глобинська                      | 173                   | майстер ремонтно-механічного цеху Полтавського машинобудівного заводу                                                                                | 26 червня 1938  |                                              | 1945 помер |
| 275 | Прокоф'єва Олена Тимофіївна             | Сталінська область           | Макіївська міська               | 285                   | лікар-хірург Макіївської районної лікарні | 26 червня 1938  | Макіївка, Область Війська Донського          | |
| 276 | Пузирьов Микита Олексійович             | Сталінська область           | Маріуполь-Ільїчівська           | 273                   | сталевар-інструктор Маріупольського металургійного заводу імені Ілліча                                                                               | 26 червня 1938  | Чернігівська губернія                        | 10 жовтня 1941 розстріляний нацистами під час окупації |
| 277 | Пушкарьов Федір Степанович              | Київська область             | Уманська                        | 86                    | заступник командира 48-го швидкісного бомбардувального авіаційного полку ВПС Київського особливого військового округу, капітан РСЧА                  | 26 червня 1938  | Чернігівська губернія                        | |
| 278 | Радченко Наталія Сергіївна              | Сталінська область           | Амвросіївська                   | 288                   | бригадир жіночої тракторної бригади Покрово-Киреївської МТС                                                                                          | 26 червня 1938  |                                              | 1942 розстріляна нацистами під час окупації |
| 279 | Радченко Поліна Григорівна              | Чернігівська область         | Ніжинська                       | 146                   | лікар Ніжинської міської лікарні | 26 червня 1938  |                                              | |
| 280 | Разін Андрій Іванович                   | Дніпропетровська область     | Софіївська                      | 194                   | батальйонний комісар РСЧА | 26 червня 1938  | Полтавська губернія                          | |
| 281 | Разумов Федір Трохимович                | Дніпропетровська область     | Дніпродзержинська міська        | 206                   | начальник паровозного депо Дніпровського металургійного заводу імені Дзержинського                                                                   | 26 червня 1938  | Могильовська губернія                        | |
| 282 | Рак Марфа Аврамівна                     | Київська область             | Димерська                       | 67                    | вчителька середньої школи села Катюжанка Димерського району                                                                                          | 26 червня 1938  | Чернігівська губернія                        | |
| 283 | Ремезов Федір Микитович                 | Житомирська область          | Ружинська                       | 34                    | командувач Житомирської армійської групи військ | 26 червня 1938  |                                              | |
| 284 | Ремінна Зінаїда Савеліївна              | Харківська область           | Ленінська                       | 238                   | начальник агрегату дитячого пошиття цеху імені Крупської Харківської швейної фабрики імені Тинякова                                                  | 26 червня 1938  | Харківська губернія                          | |
| 285 | Рильська Харитина Хомівна               | Харківська область           | Вовчанська                      | 250                   | доярка колгоспу імені Леніна Вовчанського району | 26 червня 1938  | Харківська губернія                          | |
| 286 | Рихва Степан Іванович                   | Львівська область            | Каменко-Струміловський          | 336                   | голова сільської ради села Сілець-Беньків Кам'янка-Струмилівського району                                                                            | 24 березня 1940 |                                              | |
| 287 | Рубан Макар Васильович                  | Сталінська область           | Костянтинівсько-Дружківська     | 264                   | машиніст паровозного депо Слов'янськ Донецької залізниці                                                                                             | 26 червня 1938  |                                              | |
| 288 | Руденко Сергій Миколайович              | Станіславська область        | Отинянський                     | 367                   | командир військової частини, майор РСЧА | 24 березня 1940 |                                              | |
| 289 | Рябець Мотрона Митрофанівна             | Дніпропетровська область     | Ленінська міська                | 211                   | лікар-педіатр дитячих ясел № 27 міста Запоріжжя | 26 червня 1938  |                                              | |
| 290 | Рябишев Дмитро Іванович                 | Кам'янець-Подільська область | Городоцька                      | 7                     | командувач 4-го кавалерійського корпусу Київського особливого військового округу                                                                     | 26 червня 1938  | Область Війська Донського                    | |
| 291 | Рябошапка Степан Кирилович              | Сталінська область           | Дзержинська                     | 265                   | забійник, інструктор стахановських методів роботи шахти імені Дзержинського                                                                          | 26 червня 1938  |                                              | 1942 помер |
| 292 | Рясиченко Іван Іванович                 | Ровенська область            | Сарненський                     | 347                   | голова Сарненського райвиконкому | 24 березня 1940 |                                              | |
| 293 | Савенко Ксенія Венедиктівна             | Сталінська область           | Костянтинівська                 | 263                   | вчителька, завідувач Костянтинівської школи № 4 | 26 червня 1938  |                                              | |
| 294 | Савченко Віктор Миколайович             | Харківська область           | Червонозаводська                | 240                   | модельник Харківського заводу імені Комінтерну | 26 червня 1938  |                                              | |
| 295 | Савчук Катерина Михайлівна              | Львівська область            | Олевський                       | 338                   | голова сільського споживчого товариства села Сасів Олеського району                                                                                  | 24 березня 1940 |                                              | |
| 296 | Садошенко Федір Григорович              | Волинська область            | Луцький                         | 314                   | 2-й секретар Луцького міськкому КП(б)У | 24 березня 1940 |                                              | |
| 297 | Самойленко Парасковія Семенівна         | Вінницька область            | Вінницька сільська              | 41                    | робітниця Вінницької державної швейної фабрики | 26 червня 1938  |                                              | |
| 298 | Сарана Павло Васильович                 | Харківська область           | Лозовська                       | 249                   | машиніст паровозного депо станції Лозова | 26 червня 1938  |                                              | |
| 299 | Сафронов Леонід Іванович                | Полтавська область           | Оржицька                        | 168                   | 1-й секретар Полтавського обкому КП(б)У | 26 червня 1938  | Єнакієве, Катеринославська губернія          | |
| 300 | Сахаров Андрій Дмитрович                | Вінницька область            | Чечельницька                    | 56                    | народний суддя міста Чечельника | 26 червня 1938  | Костромська губернія                         | |
| 301 | Севастьянов Іван Іванович               | Сталінська область           | Сталінсько-Петрівська           | 270                   | лікар Рутченковської лікарні міста Сталіно | 26 червня 1938  | Олонецька губернія                           | |
| 302 | Семигенівський Степан Пилипович         | Дрогобичська область         | Ходоровський                    | 322                   | завідувач Ходорівського районного відділу охорони здоров'я, лікар-хірург                                                                             | 24 березня 1940 | Королівство Галичини та Володимирії          | |
| 303 | Сенюк Олена Якимівна                    | Станіславська область        | Коломийський                    | 366                   | працівник редакції Коломийської районної газети «Червоний прапор»                                                                                    | 24 березня 1940 |                                              | |
| 304 | Сердюк Зіновій Тимофійович              | Київська область             | Звенигородська                  | 96                    | 2-й секретар Київського міськкому КП(б)У | 26 червня 1938  |                                              | |
| 305 | Сердюк Митрофан Панасович               | Дніпропетровська область     | Василівська                     | 196                   | завідувач вівчарської ферми колгоспу імені МОПРу Василівського району                                                                                | 26 червня 1938  |                                              | |
| 306 | Середа Ярослав Іванович                 | Дрогобичська область         | Дрогобичський                   | 324                   | головний інженер Дрогобицького нафтоперегінного заводу № 1                                                                                           | 24 березня 1940 |                                              | |
| 307 | Сєдов Олексій Михайлович                | Ізмаїльська область          | Тарутинський                    | 389                   | начальник УНКВС Ізмаїльської області | 12 січня 1941   | Владимирська губернія                        | |
| 308 | Сеннік Микола Северинович               | Тарнопільська область        | Тлустенський                    | 384                   | заступник голови Золото-Потікського райвиконкому | 24 березня 1940 | Королівство Галичини та Володимирії          | 1945 (не пізніше) зник безвісти |
| 309 | Сидоров Никифор Улянович                | Сталінська область           | Сталінсько-Заводська            | 268                   | майстер-прокатник стану «350» рельсопрокатного цеху Сталінського металургійного заводу імені Сталіна                                                 | 26 червня 1938  | Курська губернія                             | 24 вересня 1943 помер |
| 310 | Синцов Дмитро Матвійович                | Харківська область           | Дзержинська                     | 244                   | директор Інституту математики і механіки Харківського університету, професор                                                                         | 26 червня 1938  | Вятська губернія                             | 28 січня 1946 помер |
| 311 | Синявський Іларіон Дементійович         | Вінницька область            | Бершадська                      | 59                    | голова колгоспу імені Другої п'ятирічки Бершадського району                                                                                          | 26 червня 1938  | Подільська губернія                          | |
| 312 | Слива Олександра Корніївна              | Полтавська область           | Золотоніська                    | 166                   | доярка, завідувачка молочнотоварної ферми колгоспу «Більшовик» Золотоніського району                                                                 | 26 червня 1938  |                                              | 1942 розстріляна нацистами під час окупації |
| 313 | Сліпенчук Тимофій Захарович             | Київська область             | Сквирська                       | 70                    | директор Володарської середньої школи Володарського району                                                                                           | 26 червня 1938  |                                              | 3 січня 1943 загинув на фронті |
| 314 | Сліпченко Клавдія Сергіївна             | Одеська область              | Вознесенська                    | 120                   | завідувач тваринницької ферми колгоспу імені НКВС Вознесенського району                                                                              | 26 червня 1938  |                                              | |
| 315 | Смирнов Ілля Корнилович                 | Харківська область           | Харківська сільська перша       | 246                   | командувач військ Харківського військового округу, комкор РСЧА                                                                                       | 26 червня 1938  | Костромська губернія                         | |
| 316 | Смілянець Євгенія Петрівна              | Вінницька область            | Теплицька                       | 58                    | ланкова колгоспу села Карабелівки Теплицького району Вінницької області                                                                              | 26 червня 1938  |                                              | |
| 317 | Собченко Микола Савич                   | Сталінська область           | Сталінсько-Петрівська           | 269                   | машиніст підйомної машини шахти № 17-17 біс селища Рутченково                                                                                        | 26 червня 1938  |                                              | |
| 318 | Совєтніков Іван Герасимович             | Волинська область            | Ківерцовський                   | 310                   | командувач 5-ї армії Київського особливого військового округу                                                                                        | 24 березня 1940 | Пензенська губернія                          | |
| 319 | Соловйов Дмитро Гнатович                | Ізмаїльська область          | Кілійський                      | 387                   | заступник голови Кілійської міської ради | 12 січня 1941   | Кілія, Бессарабська губернія,                | |
| 320 | Сологуб Іван Якович                     | Кам'янець-Подільська область | Заславська                      | 1                     | вчитель Михнівської середньої школи Ізяславського району                                                                                             | 26 червня 1938  |                                              | |
| 321 | Соломко Марія Олексіївна                | Кам'янець-Подільська область | Старо-Ушицька                   | 6                     | голова колгоспу імені Калініна Старо-Ушицького району                                                                                                | 26 червня 1938  |                                              | |
| 322 | Сосницька Пелагія Митрофанівна          | Дніпропетровська область     | Васильківська                   | 218                   | доярка, завідувачка молочної ферми колгоспу імені Карла Маркса Покровського району                                                                   | 26 червня 1938  |                                              | |
| 323 | Співак Мойсей Семенович                 | Київська область             | Ржищівська                      | 93                    | 1-й секретар Кагарлицького райкому КП(б)У | 26 червня 1938  |                                              | |
| 324 | Стадник Іван Андрійович                 | Львівська область            | Любачевський                    | 329                   | голова сільської ради села Дахнів Любачівського району                                                                                               | 24 березня 1940 |                                              | |
| 325 | Стадник Йосип Дмитрович                 | Львівська область            | Радяховський                    | 332                   | заступник директора Львівського державного українського драматичного театру імені Лесі Українки                                                      | 24 березня 1940 |                                              | |
| 326 | Стадницька Михайлина Іванівна           | Дрогобичська область         | Перемишльський                  | 328                   | селянка села Конюши Перемишльського району | 24 березня 1940 |                                              | |
| 327 | Сталін Йосип Віссаріонович              | Київ                         | Сталінська                      | 79                    | генеральний секретар ЦК ВКП(б) | 26 червня 1938  | Горі                                         | |
| 328 | Старигін Павло Іванович                 | Миколаївська область         | Ново-Бузька                     | 132                   | 1-й секретар Миколаївського обкому КП(б)У | 26 червня 1938  | Вятська губернія                             | |
| 329 | Старостін Олександр Михайлович          | Харківська область           | Лебединська                     | 227                   | командир ескадрильї ВПС РСЧА, місто Лебедин | 26 червня 1938  |                                              | |
| 330 | Старченко Василь Федорович              | Київська область             | Броварська                      | 91                    | начальник виробничого відділу Київського обласного земельного управління                                                                             | 26 червня 1938  |                                              | |
| 331 | Степаненко Олександр Трохимович         | Сталінська область           | Горлівська міська               | 280                   | секретар парткому шахти «Кочегарка» № 1 міста Горлівки                                                                                               | 26 червня 1938  |                                              | |
| 332 | Степанов Арсеній Георгійович            | Сталінська область           | Харцизька                       | 287                   | в.о. голови Центральної Ради Тсоавіахіму УРСР | 26 червня 1938  | Тверська губернія                            | |
| 333 | Степанов Семен Степанович               | Київ                         | Петровська                      | 74                    | командир Київського військового порту, капітан 2-го рангу                                                                                            | 26 червня 1938  | Херсонська губернія                          | |
| 334 | Стояновська Галина Михайлівна           | Вінницька область            | Погребищенська                  | 54                    | вчителька Дзюнківської школи Плисківського району | 26 червня 1938  | Київська губернія                            | |
| 335 | Стоянська Ірина Іванівна                | Кам'янець-Подільська область | Смотрицька                      | 8                     | ланкова колгоспу імені Кагановича Смотрицького району                                                                                                | 26 червня 1938  | Херсонська губернія                          | |
| 336 | Стрілецький Петро Степанович            | Харківська область           | Кагановичська                   | 243                   | директор Харківського заводу «Серп і Молот» | 26 червня 1938  | Подільська губернія                          | |
| 337 | Студенко Іван Пилипович                 | Миколаївська область         | Миколаївська третя              | 129                   | майстер механічного цеху, редактор заводської багатотиражної газети «Ударник» Миколаївського суднобудівного заводу імені 61                          | 26 червня 1938  |                                              | |
| 338 | Тарапацький Михайло Дмитрович           | Дрогобичська область         | Мостиський                      | 327                   | голова Кальниківської сільської ради, голова колгоспу імені Леніна Мостиського району                                                                | 24 березня 1940 | Королівство Галичини та Володимирії          | |
| 339 | Телешев Григорій Галактіонович          | Одеська область              | Сталінська                      | 114                   | 1-й секретар Одеського обкому КП(б)У | 26 червня 1938  | Забайкальська область                        | |
| 340 | Тесленко Лука Іванович                  | Полтавська область           | Чутівська                       | 187                   | студент Всеукраїнського сільськогосподарського комуністичного університету імені Артема у Харкові                                                    | 26 червня 1938  |                                              | |
| 341 | Тимошенко Семен Костянтинович           | Вінницька область            | Могилів-Подільська              | 39                    | командувач військ Київського особливого військового округу, командарм 2-го рангу РСЧА                                                                | 26 червня 1938  |                                              | |
| 342 | Тичина Павло Григорович                 | Київська область             | Канівська                       | 94                    | поет, академік АН УРСР | 26 червня 1938  |                                              | |
| 343 | Тищенко Віра Семенівна                  | Чернігівська область         | Бахмацька                       | 150                   | бригадир жіночої тракторної бригади Бахмацької МТС                                                                                                   | 26 червня 1938  |                                              | 1944 (не пізніше) розстріляна нацистами під час окупації |
| 344 | Ткач Зінаїда Миколаївна                 | Одеська область              | Андрієво-Іванівська             | 106                   | голова колгоспу імені Чапаєва Ширяївського району Одеської області                                                                                   | 26 червня 1938  |                                              | |
| 345 | Ткач Таїсія Кирилівна                   | Вінницька область            | Ямпольська                      | 44                    | ланкова колгоспу імені Петровського Ямпільського району                                                                                              | 26 червня 1938  |                                              | |
| 346 | Ткаченко Серафима Іванівна              | Дніпропетровська область     | Генічеська                      | 198                   | ланкова колгоспу «Зоря» Сиваського району | 26 червня 1938  |                                              | |
| 347 | Трубенчук Андрій Ілліч                  | Миколаївська область         | Херсонська перша                | 134                   | турбінний майстер Херсонської паротурбінної електростанції                                                                                           | 26 червня 1938  |                                              | |
| 348 | Тудель Катерина Іванівна                | Чернігівська область         | Срібнянська                     | 152                   | ланкова колгоспу імені Сталіна Срібнянського району                                                                                                  | 26 червня 1938  | Юзівка, Катеринославська губернія            | |
| 349 | Туркевич Сабіна Іванівна                | Тарнопільська область        | Чортковський                    | 382                   | інструктор Чортківського райвиконкому | 24 березня 1940 | Королівство Галичини та Володимирії          | |
| 350 | Тютюнников Ілля Матвійович              | Сталінська область           | Орджонікідзевська міська        | 282                   | завідувач шахти «Юний комунар» | 26 червня 1938  | Тверська губернія                            | |
| 351 | Удовиченко Філат Платонович             | Тарнопільська область        | Бучачський                      | 379                   | 1-й секретар Бучацького райкому КП(б)У | 24 березня 1940 |                                              | 1941 (вересень) зник безвісти (загинув) на фронті |
| 352 | Усенко Степан Іванович                  | Дніпропетровська область     | Амур-Нижнє-Дніпровська міська   | 200                   | 1-й секретар ЦК ЛКСМУ | 26 червня 1938  |                                              | 1 листопада 1938 заарештований органами НКВС, 7 березня 1939 засуджений і розстріляний |
| 353 | Усиков Олексій Михайлович               | Одеська область              | Ільїчівська                     | 111                   | голова Держплану РНК УРСР | 26 червня 1938  |                                              | |
| 354 | Успенський Олександр Іванович           | Кам'янець-Подільська область | Проскурівська                   | 11                    | народний комісар внутрішніх справ УРСР | 26 червня 1938  |                                              | 14 листопада 1938 імітував самогубство, 15 квітня 1939 заарештований органами НКВС, 27 січня 1940 засуджений і розстріляний |
| 355 | Ушкалов Петро Якович                    | Чернігівська область         | Ямпольська                      | 159                   | народний комісар лісової промисловості УРСР | 26 червня 1938  | Катеринославська губернія                    | |
| 356 | Федоренко Наталія Миколаївна            | Одеська область              | Любашівська                     | 105                   | вчителька Захар'ївської початкової школи Велико-Врадіївського району                                                                                 | 26 червня 1938  |                                              | |
| 357 | Федоров Олексій Федорович               | Чернігівська область         | Мало-Дівицька                   | 147                   | 1-й секретар Чернігівського обкому КП(б)У | 26 червня 1938  | Катеринославська губернія                    | |
| 358 | Федорчук Олександр Михайлович           | Ровенська область            | Здолбунівський                  | 354                   | машиніст паровозного депо станції Здолбунів | 24 березня 1940 |                                              | |
| 359 | Фігас Михайло Кирилович                 | Дрогобичська область         | Устрико-Долинський              | 317                   | заступник директора Устрико-Долинського нафтового промислу в селі Ваньково-Ропеньки                                                                  | 24 березня 1940 | Королівство Галичини та Володимирії          | |
| 360 | Філатов Володимир Петрович              | Одеська область              | Ворошиловська                   | 113                   | директор Українського науково-дослідного інституту очних хвороб і тканинної терапії у місті Одесі                                                    | 26 червня 1938  | Пензенська губернія                          | |
| 361 | Філатов Петро Михайлович                | Чернігівська область         | Глухівська                      | 160                   | командир 15-го стрілецького корпусу | 26 червня 1938  | Тверська губернія                            | 14 липня 1941 загинув |
| 362 | Філіпов Іван Маркелович                 | Миколаївська область         | Херсонська друга                | 135                   | голова Організаційного комітету Президії ВР УРСР по Миколаївській області                                                                            | 26 червня 1938  | Миколаїв, Херсонська губернія                | |
| 363 | Флякевич Ліна Григорівна                | Львівська область            | Жолковський                     | 333                   | вчителька сільської школи села Любелі Великомостівського району                                                                                      | 24 березня 1940 | Королівство Галичини та Володимирії          | |
| 364 | Фоменко Марія Максимівна                | Сталінська область           | Мар'їнська                      | 259                   | комбайнерка Богоявленської МТС Мар'їнського району                                                                                                   | 26 червня 1938  |                                              | |
| 365 | Фоняк Анастасія Петрівна                | Дніпропетровська область     | Оріхівська                      | 219                   | свинарка колгоспу «Маяк» Оріхівського району | 26 червня 1938  | Таврійська губернія                          | 31 грудня 1943 заарештована органами НКВС, 22 липня 1944 засуджена до п'яти років позбавлення волі за звинуваченням «залишилась на окупованій території, стала на шлях зради Батьківщини». Звільнилася з ув'язнення 1949. Реабілітована 1984. |
| 366 | Франко Петро Іванович                   | Львівська область            | Золочевський                    | 339                   | професор Львівського державного інституту радянської торгівлі                                                                                        | 24 березня 1940 | Королівство Галичини та Володимирії          | 1941 заарештований органами НКВС, загинув |
| 367 | Харченко Катерина Іванівна              | Харківська область           | Червонобаварська                | 239                   | начальник канатно-звалювального цеху Харківського канатного заводу імені Петровського                                                                | 26 червня 1938  |                                              | |
| 368 | Харченко Павло Микитович                | Львівська область            | Львівський                      | 335                   | голова сільської ради села Скнилів Львівського сільського району                                                                                     | 24 березня 1940 |                                              | |
| 369 | Хаскін Віктор Миколайович               | Молдавська АРСР              | Григоріопольська                | 62                    | начальник Тираспольської прикордонної застави, старший лейтенант НКВС                                                                                | 26 червня 1938  |                                              | 2 серпня 1940 повноваження депутата припинено у зв'язку з утворенням Молдавської РСР |
| 370 | Хильчук Єлизавета Михайлівна            | Житомирська область          | Черняхівська                    | 26                    | студентка робітничого факультету Житомирського педагогічного інституту                                                                               | 26 червня 1938  |                                              | |
| 371 | Хиренко Лев Федорович                   | Миколаївська область         | Велико-Олександрівська          | 133                   | бригадир тракторної бригади і комбайнер Березнегуватської МТС                                                                                        | 26 червня 1938  |                                              | |
| 372 | Холодняк Сава Тарасович                 | Чернігівська область         | Городнянська                    | 139                   | вчитель Городнянської середньої школи | 26 червня 1938  | Чернігівська губернія                        | |
| 373 | Хоменко Григорій Семенович              | Дніпропетровська область     | Ново-Василівська                | 221                   | народний комісар освіти УРСР | 26 червня 1938  |                                              | |
| 374 | Хомич Килина Атанасіївна                | Ровенська область            | Висоцький                       | 346                   | селянка села Пузня Висоцького району | 24 березня 1940 |                                              | 11 липня 1943 вбита вояками ОУН—УПА |
| 375 | Хомчик Ярина Карпівна                   | Волинська область            | Гороховський                    | 313                   | селянка-середнячка села Старики Берестецького району                                                                                                 | 24 березня 1940 |                                              | |
| 376 | Хондошко Валентина Андріївна            | Чернігівська область         | Шосткинська                     | 158                   | робітниця Шосткинської фабрики кіноплівки | 26 червня 1938  |                                              | |
| 377 | Хрущов Микита Сергійович                | Київ                         | Жовтнева                        | 77                    | в.о. 1-го секретаря ЦК КП(б)У | 26 червня 1938  | Курська губернія                             | |
| 378 | Цинкаленко Марія Гаврилівна             | Сталінська область           | Слов'янська                     | 261                   | майстер, начальник цеху Слов'янського арматурно-ізоляторного комбінату імені Артема                                                                  | 26 червня 1938  |                                              | |
| 379 | Чабан Павло Ілліч                       | Ровенська область            | Ровенський сільський            | 351                   | голова сільської ради села Городок Ровенського району                                                                                                | 24 березня 1940 | Волинська губернія                           | 1944 (не пізніше) загинув під час окупації |
| 380 | Чеканюк Андрій Терентійович             | Полтавська область           | Хорольська                      | 180                   | відповідальний редактор газети «Комуніст» | 26 червня 1938  |                                              | |
| 381 | Чередниченко Василь Прокопович          | Чернігівська область         | Кролевецька                     | 155                   | голова Коропського районного виконавчого комітету Чернігівської області                                                                              | 26 червня 1938  |                                              | |
| 382 | Черненко Марфа Дем'янівна               | Київська область             | Смілянська                      | 101                   | ланкова колгоспу імені Червоної Армії Смілянського району                                                                                            | 26 червня 1938  | Київська губернія                            | 1944 (не пізніше) розстріляна нацистами під час окупації |
| 383 | Чистов Павло Васильович                 | Сталінська область           | Маріупольська міська            | 272                   | начальник УНКВС Сталінської області | 26 червня 1938  | Московська губернія                          | 3 вересня 1941 попав у полон, в'язень нацистських концтаборів, 7 червня 1945 звільнений американськими військами та переданий у СРСР, 21 вересня 1946 заарештований органами НКВС, засуджений до 15 років ув'язнення                          |
| 384 | Чорний Дмитро Леонтійович               | Молдавська АРСР              | Тираспольська                   | 63                    | електромонтер Тираспольського консервного заводу імені Першого травня                                                                                | 26 червня 1938  | Херсонська губернія                          | 2 серпня 1940 повноваження депутата припинено у зв'язку з утворенням Молдавської РСР |
| 385 | Чубенко Всеволод Андрійович             | Дніпропетровська область     | Дзержинська                     | 191                   | сталевар Криворізького металургійного заводу | 26 червня 1938  |                                              | 1941 (червень) зник безвісти (загинув) на фронті |
| 386 | Чумичев Микола Семенович                | Ворошиловградська область    | Ворошиловградсько-Жовтнева      | 300                   | директор Ворошиловградського паровозобудівного заводу                                                                                                | 26 червня 1938  | Ростов-на-Дону, Область Війська Донського    | |
| 387 | Чучукало Василь Данилович               | Ровенська область            | Костопольський                  | 348                   | 2-й секретар Ровенського обкому КП(б)У | 24 березня 1940 |                                              | |
| 388 | Шамрило Тимофій Власович                | Київ                         | Дарницька                       | 75                    | в.о. 3-го секретаря Київського міськкому КП(б)У | 26 червня 1938  |                                              | 1941 (вересень) загинув на фронті |
| 389 | Шапіро Ісак Ананійович                  | Житомирська область          | Андрушівська                    | 29                    | заступник народного комісара внутрішніх справ УРСР, старший лейтенант держбезпеки                                                                    | 26 червня 1938  | Херсонська губернія                          | |
| 390 | Шаповал Василь Якович                   | Полтавська область           | Яготинська                      | 165                   | помічник політичного керівника військової частини РСЧА                                                                                               | 26 червня 1938  | Чернігівська губернія                        | |
| 391 | Шарабурко Яків Сергійович               | Кам'янець-Подільська область | Славутська                      | 10                    | командир 5-ї кавалерійської дивізії | 26 червня 1938  |                                              | |
| 392 | Шевченко Марко Михайлович               | Полтавська область           | Зіньківська                     | 182                   | голова колгоспу імені Кірова Зіньківського району | 26 червня 1938  |                                              | |
| 393 | Шевченко Марко Пилипович                | Київська область             | Тальнівська                     | 90                    | голова колгоспу імені Сталіна Бабанського району | 26 червня 1938  |                                              | |
| 394 | Шевченко Михайло Євгенович              | Ворошиловградська область    | Ворошиловська сільська          | 294                   | 1-й секретар Ворошиловського міськкому КП(б)У | 26 червня 1938  |                                              | |
| 395 | Шевчик Василь Іванович                  | Дрогобичська область         | Добромильський                  | 316                   | голова сільської ради села Ямна-Долішня Добромильського району                                                                                       | 24 березня 1940 |                                              | |
| 396 | Шило Василь Степанович                  | Миколаївська область         | Баштанська                      | 126                   | народний комісар зернових і тваринницьких радгоспів УРСР                                                                                             | 26 червня 1938  |                                              | |
| 397 | Шинкарук Авксентій Вікентійович         | Волинська область            | Ратновський                     | 306                   | голова Оріхівської сільської ради Ратнівського району                                                                                                | 24 березня 1940 |                                              | |
| 398 | Шмалько Андрій Микитович                | Харківська область           | Валківська                      | 235                   | 2-й секретар Харківського обкому КП(б)У | 26 червня 1938  |                                              | |
| 399 | Шовкопляс Єлизавета Іванівна            | Полтавська область           | Лохвицька                       | 170                   | заступник головного інженера Лохвицького спиртозаводу імені Мікояна                                                                                  | 26 червня 1938  |                                              | |
| 400 | Шпильовий Петро Іванович                | Сталінська область           | Волновахська                    | 271                   | в.о. голови Сталінського облвиконкому | 26 червня 1938  |                                              | |
| 401 | Шпрингер Меєр Пейсахович                | Волинська область            | Ковельський                     | 308                   | черговий залізничного вокзалу станції Ковель | 24 березня 1940 | Волинська губернія                           | |
| 402 | Шуда Євдокія Федорівна                  | Чернігівська область         | Бобровицька                     | 145                   | агроном Мринської МТС Носовського району Чернігівської області                                                                                       | 26 червня 1938  | Чернігівська губернія                        | |
| 403 | Щанін Костянтин Кузьмич                 | Полтавська область           | Полтавська сільська             | 185                   | директор Полтавського сільськогосподарського інституту                                                                                               | 26 червня 1938  | ________                                     | |
| 404 | Щербаков Олександр Сергійович           | Сталінська область           | Сталінська                      | 266                   | 1-й секретар Сталінського обкому КП(б)У | 26 червня 1938  | Московська губернія                          | 10 травня 1945 помер |
| 405 | Юра Гнат Петрович                       | Київська область             | Бородянська                     | 68                    | художній керівник і режисер Київського драматичного театру імені Івана Франка, народний артист УРСР                                                  | 26 червня 1938  | Херсонська губернія                          | |
| 406 | Юхно Іларіон Кузьмич                    | Волинська область            | Володимир-Волинський            | 312                   | голова організаційної групи по організації колгоспу в селі Селець Володимир-Волинського району                                                       | 24 березня 1940 | Волинська губернія                           | 1941 (червень) зник безвісти |
| 407 | Яковлєв Терентій Григорович             | Миколаївська область         | Знам'янська                     | 130                   | голова колгоспу імені Єжова Знам'янського району | 26 червня 1938  | Харківська губернія                          | |
| 408 | Яровий Василь Петрович                  | Тарнопільська область        | Борщевський                     | 383                   | голова Турилецької сільської ради Скала-Подільського району                                                                                          | 24 березня 1940 | Королівство Галичини та Володимирії          | |
| 409 | Яченін Леонід Іванович                  | Харківська область           | Ізюмська                        | 256                   | в.о. прокурора УРСР | 26 червня 1938  | Мінська губернія                             | |